# Кирхцартен
Кирхцартен (њем. Kirchzarten) општина је у њемачкој савезној држави Баден-Виртемберг. Једно је од 50 општинских средишта округа Брајсгау-Хохшварцвалд. Према процјени из 2010. у општини је живјело 9.743 становника. Посједује регионалну шифру (AGS) 8315064.

## Географски и демографски подаци
Кирхцартен се налази у савезној држави Баден-Виртемберг у округу Брајсгау-Хохшварцвалд. Општина се налази на надморској висини од 380 метара. Површина општине износи 21,1 km². У самом мјесту је, према процјени из 2010. године, живјело 9.743 становника. Просјечна густина становништва износи 461 становника/km².